# Owen Jones (skribent)
Owen Jones, född 1984, är en brittisk skribent, kulturkritiker och vänsterpolitisk aktivist. Han är kolumnist för The Guardian och New Statesman och har medverkat även i andra tidskrifter (som Le Monde Diplomatique). Han har också varit politisk kommentator och debattör i flera brittiska TV-kanaler.
Hans böcker  Chavs: The Demonization of the Working Class, 2011, och The Establishment: And how they get away with it, 2014, (i svensk översättning 2015 Etablissemanget : och hur de kommer undan med allt) har blivit internationellt uppmärksammade. 
Owen Jones stödde och kampanjade för Jeremy Corbyn inför partiledarvalet 2015.

## Chavs: demoniseringen av arbetarklassen
Boken diskuterar stereotyper inom den brittiska arbetarklassen och bruket av den nedlåtande termen ”chav” och kartlägger det ogenerade svartmålande av arbetarklassen som pågår i Storbritannien. I boken beskrivs främst hur så kallade  ”chavs”, en stor grupp av det brittiska trasproletariatet, hånas och marginaliseras på olika sätt i det brittiska samhället. Etablissemanget målar upp en bild av sig själva som det ”sunda förnuftets” röst. All annan politik porträtteras som ansvarslös och irrationell.
Skulden riktas nedåt och skapar myter om socialbidragstagare som utnyttjar systemet och lever i smaklöst överflöd.
Boken rönte uppmärksamhet i nationella och internationella media. Dwight Garner i 
New York Times nämnde den som en av sina tio-i-topp-fackböcker 2011 i tidningens bilaga ”Holiday Gift Guide”. Den blev också listad för The Guardians bokpris. 

## Etablissemanget: och hur de kommer undan med allt
Boken diskuterar den politiska demokratin och hur den under senare år fått ta ett steg tillbaka. Andra krafter och intressegrupper, med större ekonomisk tyngd, har blivit allt starkare. De använder sina pengar och sina kontakter till att påverka politikerna och växer i många fall samman med dem. Dagens etablissemang bär på en känsla som kan sammanfattas i kosmetikföretaget L'Oréals slogan ”Because we're worth it!” Det är dags att sticka hål på den känslan, menar Jones, och återföra makten till den plats där den hör hemma – hos folket.